# Grace Under Pressure Tour
Grace Under Pressure Tour è il decimo tour ufficiale della band canadese Rush. Il tour è costituito da 3 leg: il Grace Under Pressure Warm-Up Tour, ed il Grace Under Pressure Tour vero e proprio, suddiviso a sua volta in 2 parti.

## Grace Under Pressure Warm-Up Tour

### Storia
Ancora una volta, così come nei tour più recenti, la band effettua degli show di riscaldamento prima di entrare in studio per registrare il nuovo album Grace Under Pressure. In realtà più che un tour vero e proprio il Grace Under Pressure Warm-Up Tour consiste in una serie di 5 concerti eseguiti nella medesima location; il tour è infatti sottotitolato "Radio City Music Hall Five Night Stand", cioè "Cinque serate consecutive al Radio City Music Hall".
Gruppo spalla per i Rush in tutte le serate sono i Marillion.
Durata approssimativa dello show: 120/130 minuti.

### Scaletta
Come nei precedenti tour di riscaldamento, anche in questo caso vengono inserite in scaletta alcune canzoni ancora inedite che faranno parte della tracklist dell'album di imminente realizzazione. La scaletta ricalca quella del New World Tour di Signals, dove però i pezzi The Camera Eye e Chemistry vengono sostituiti dai nuovi brani Kid Gloves, Red Sector A e The Body Electric, proposti con assoli di chitarra improvvisati sul momento.
- Introduzione (tema di "The Three Stooges")
- The Spirit of Radio
- Tom Sawyer
- Freewill
- Digital Man
- Kid Gloves (brano ancora inedito)
- Subdivisions
- Vital Signs
- Red Sector A (brano ancora inedito)
- Closer to the Heart
- The Analog Kid
- The Body Electric (brano ancora inedito)
- Broon's Bane
- The Trees
- Red Barchetta
- The Weapon (part II of Fear)
- New World Man
- Limelight
- Countdown
- bis: Medley 
 2112 (Overture e The Temples of Syrinx) 
 Xanadu (abbreviata) 
 La Villa Strangiato (abbreviata) 
 In The Mood (abbreviata)
- bis: YYZ / assolo di batteria / YYZ

## Grace Under Pressure Tour

### Storia
Tour, suddiviso in due tappe (rispettivamente composte da 41 e 37 show), che interessa Stati Uniti, Canada e, per la prima ed unica volta, le isole Hawaii ed il Giappone. Gruppi spalla che aprono per i Rush durante questo tour sono: i Fastway, Gary Moore, gli Helix, i Red Rider, i Y&T ed i Strict-Neine.
Durante il Grace Under Pressure Tour, che si svolge ad esattamente un decennio di distanza dal primo tour del gruppo, i Rush partecipano con 2 show al "Texxas Jam Festival", suonando di fronte ad un pubblico di circa 60.000 persone, esibendosi come attrazione principale. Nel suo insieme invece il tour raccoglie all'incirca 780.000 spettatori.
A partire da questa tournée Neil Peart integra il proprio set di percussioni con dei pad elettronici.
Durata approssimativa dello show: 120/130 minuti.
Anche per il Grace Under Pressure Tour viene proposto il relativo Tourbook, libretto contenente informazioni riguardanti la genesi del nuovo album scritte da Neil Peart, fotografie, informazioni sullo staff impegnato nel corso del tour, e schede sui singoli componenti del gruppo.

### Scaletta
La scaletta per il Grace Under Pressure Tour include numerosi estratti dal nuovo album e, per la prima ed unica volta, i 3 brani che compongono la serie "Fear" in un'unica sequenza, ovvero The Enemy Within, The Weapon e Witch Hunt.
La setlist subisce alcune variazioni nel corso del tour: prima della pausa nel mese di agosto viene eseguita Afterimage, dopo la pausa, al suo posto viene proposta Kid Gloves (a sua volta questo brano non viene eseguito nelle date giapponesi). Fino alla data di Columbus di ottobre l'assolo di batteria viene inserito all'interno del pezzo Red Lenses, successivamente all'interno del pezzo strumentale YYZ, così come in alcuni tour del passato.
- Introduzione (tema di "The Three Stooges")
- The Spirit of Radio
- Subdivisions
- The Body Electric
- The Enemy Within (part I of Fear)
- The Weapon (part II of Fear)
- Witch Hunt (part III of Fear)
- New World Man
- Between the Wheels
- Red Barchetta
- Distant Early Warning
- Red Sector A
- Closer to the Heart
- Afterimage (fino al 16 luglio)
- Kid Gloves (a partire dal 14 settembre, ma non eseguita il 16,18,20,21 novembre)
- YYZ (oppure YYZ / assolo di batteria / YYZ a partire dal 18 ottobre)
- 2112 (The Temples of Syrinx)
- Tom Sawyer
- bis: Red Lenses / assolo di batteria / Red Lenses (fino al 7 ottobre, poi solo Red Lenses)
- bis: Vital Signs
- bis: Finding My Way
- bis: In The Mood

## Formazione
- Geddy Lee – basso elettrico, voce, tastiere, bass pedals
- Alex Lifeson – chitarra elettrica, chitarra acustica, bass pedals, cori
- Neil Peart – batteria, percussioni, percussioni elettroniche

## Date
Calendario completo del tour
| Prima Leg (Grace Under Pressure Warm-Up Tour) |                 |          |                                      |                                                           |
| Data                                          | Città           | Paese    | Luogo                                | Note                                                      |
| 18 settembre 1983                             | New York        | USA      | Radio City Music Hall                |                                                           |
| 19 settembre 1983                             | New York        | USA      | Radio City Music Hall                |                                                           |
| 21 settembre 1983                             | New York        | USA      | Radio City Music Hall                |                                                           |
| 22 settembre 1983                             | New York        | USA      | Radio City Music Hall                |                                                           |
| 23 settembre 1983                             | New York        | USA      | Radio City Music Hall                |                                                           |
| Seconda Leg (Grace Under Pressure Tour)       |                 |          |                                      |                                                           |
| Data                                          | Città           | Paese    | Luogo                                | Note                                                      |
| 7 maggio 1984                                 | Albuquerque     | USA      | Tingley Coliseum                     |                                                           |
| 9 maggio 1984                                 | Tucson          | USA      | Community Center                     |                                                           |
| 10 maggio 1984                                | Las Vegas       | USA      | Thomas & Mack Center                 |                                                           |
| 12 maggio 1984                                | Reno            | USA      | Lawlor Events Center                 |                                                           |
| 14 maggio 1984                                | Salt Lake City  | USA      | Salt Palace Center                   |                                                           |
| 15 maggio 1984                                | Boise           | USA      | BSU Pavillon                         |                                                           |
| 17 maggio 1984                                | Portland        | USA      | Memorial Coliseum                    |                                                           |
| 18 maggio 1984                                | Tacoma          | USA      | Tacoma Dome                          |                                                           |
| 19 maggio 1984                                | Vancouver       | Canada   | Pacific Coliseum                     |                                                           |
| 24 maggio 1984                                | San Francisco   | USA      | Cow Palace                           |                                                           |
| 25 maggio 1984                                | San Francisco   | USA      | Cow Palace                           |                                                           |
| 26 maggio 1984                                | San Francisco   | USA      | Cow Palace                           |                                                           |
| 28 maggio 1984                                | San Diego       | USA      | Sports Arena                         |                                                           |
| 29 maggio 1984                                | Los Angeles     | USA      | Great Western Forum                  |                                                           |
| 30 maggio 1984                                | Los Angeles     | USA      | Great Western Forum                  |                                                           |
| 2 giugno 1984                                 | Irvine          | USA      | Irvine Meadows Amphitheter           |                                                           |
| 4 giugno 1984                                 | Phoenix         | USA      | Veterans Memorial Coliseum           |                                                           |
| 5 giugno 1984                                 | Las Cruces      | USA      | Pan American Center                  |                                                           |
| 6 giugno 1984                                 | Odessa          | USA      | Ector County Coliseum                |                                                           |
| 8 giugno 1984                                 | Houston         | USA      | Astrodome, The Texxas Jam Festival   | con 38 Special, Ozzy Osbourne, Bryan Adams, Gary Moore    |
| 10 giugno 1984                                | Dallas          | USA      | Cotton Bowl, The Texxas Jam Festival | con 38 Special, Ozzy Osbourne, Bryan Adams, Gary Moore    |
| 12 giugno 1984                                | Little Rock     | USA      | Barton Coliseum                      |                                                           |
| 13 giugno 1984                                | Tulsa           | USA      | Tulsa Convention Center              |                                                           |
| 15 giugno 1984                                | Wichita         | USA      | Kansas Coliseum                      |                                                           |
| 16 giugno 1984                                | Kansas City     | USA      | Kemper Arena                         |                                                           |
| 25 giugno 1984                                | Milwaukee       | USA      | Mecca-Milwaukee Arena                |                                                           |
| 26 giugno 1984                                | Bloomington     | USA      | Met Center                           |                                                           |
| 27 giugno 1984                                | Bloomington     | USA      | Met Center                           |                                                           |
| 29 giugno 1984                                | Rosemont        | USA      | Rosemont Horizon                     |                                                           |
| 30 giugno 1984                                | Rosemont        | USA      | Rosemont Horizon                     |                                                           |
| 2 luglio 1984                                 | Saint Louis     | USA      | The Arena                            |                                                           |
| 3 luglio 1984                                 | Indianapolis    | USA      | Market Square Arena                  |                                                           |
| 5 luglio 1984                                 | Richfield       | USA      | Richfield Coliseum                   |                                                           |
| 6 luglio 1984                                 | Richfield       | USA      | Richfield Coliseum                   |                                                           |
| 7 luglio 1984                                 | Columbus        | USA      | Ohio Center                          |                                                           |
| 8 luglio 1984                                 | Pittsburgh      | USA      | Civic Arena                          |                                                           |
| 9 luglio 1984                                 | Detroit         | USA      | Joe Louis Arena                      |                                                           |
| 12 luglio 1984                                | Buffalo         | USA      | Memorial Auditorium                  | recupero data prevista per il 7 luglio                    |
| 14 luglio 1984                                | Montréal        | Canada   | The Forum                            |                                                           |
| 15 luglio 1984                                | Montréal        | Canada   | The Forum                            |                                                           |
| 16 luglio 1984                                | Québec          | Canada   | The Coliseum                         |                                                           |
| Terza Leg (Grace Under Pressure Tour)         |                 |          |                                      |                                                           |
| Data                                          | Città           | Paese    | Luogo                                | Note                                                      |
| 14 settembre 1984                             | Portland        | USA      | Cumberland County Civic Center       |                                                           |
| 15 settembre 1984                             | Glen Falls      | USA      | Civic Center                         |                                                           |
| 17 settembre 1984                             | New York        | USA      | Madison Square Garden                |                                                           |
| 18 settembre 1984                             | Lake Placid     | USA      | Olympic Center                       |                                                           |
| 20 settembre 1984                             | Toronto         | Canada   | Maple Leaf Gardens                   |                                                           |
| 21 settembre 1984                             | Toronto         | Canada   | Maple Leaf Gardens                   | registrazioni per Grace Under Pressure Tour video e album |
| 22 settembre 1984                             | Toronto         | Canada   | Maple Leaf Gardens                   |                                                           |
| 27 settembre 1984                             | Largo           | USA      | Capital Center                       |                                                           |
| 28 settembre 1984                             | New Haven       | USA      | New Haven Coliseum                   | recupero data prevista per il 24 settembre                |
| 29 settembre 1984                             | East Rutherford | USA      | Meadowlands Arena                    |                                                           |
| 30 settembre 1984                             | Uniondale       | USA      | Nassau Coliseum                      |                                                           |
| 2 ottobre 1984                                | Worcester       | USA      | The Centrum                          |                                                           |
| 3 ottobre 1984                                | Worcester       | USA      | The Centrum                          |                                                           |
| 4 ottobre 1984                                | Rochester       | USA      | War memorial                         |                                                           |
| 6 ottobre 1984                                | Dayton          | USA      | University of Dayton Arena           |                                                           |
| 7 ottobre 1984                                | Columbus        | USA      | Ohio Center                          |                                                           |
| 18 ottobre 1984                               | Toledo          | USA      | Toledo Sports Arena                  |                                                           |
| 19 ottobre 1984                               | Saginaw         | USA      | Wendler Arena                        |                                                           |
| 21 ottobre 1984                               | Lexington       | USA      | Rupp Arena                           |                                                           |
| 23 ottobre 1984                               | Memphis         | USA      | Mid-South Coliseum                   |                                                           |
| 24 ottobre 1984                               | Jackson         | USA      | Mississippi Coliseum                 |                                                           |
| 26 ottobre 1984                               | Biloxi          | USA      | Mississippi Coast Coliseum           |                                                           |
| 27 ottobre 1984                               | New Orleans     | USA      | UNO Lakefront                        |                                                           |
| 29 ottobre 1984                               | Nashville       | USA      | Municipal Auditorium                 |                                                           |
| 30 ottobre 1984                               | Atlanta         | USA      | The Omni                             |                                                           |
| 1º novembre 1984                              | Charleston      | USA      | Charleston Civic Center Coliseum     |                                                           |
| 2 novembre 1984                               | Johnson City    | USA      | Freedom Hall Civic Center            |                                                           |
| 3 novembre 1984                               | Hampton         | USA      | Hampton Coliseum                     |                                                           |
| 5 novembre 1984                               | Filadelfia      | USA      | The Spectrum                         |                                                           |
| 7 novembre 1984                               | Providence      | USA      | Civic Center                         | recupero data prevista per il 25 settembre                |
| 9 novembre 1984                               | New Haven       | USA      | New Haven Coliseum                   | recupero data prevista per il 6 novembre                  |
| 16 novembre 1984                              | Seto            | Giappone | Seto-shi Bunka Center                | primo show in Giappone                                    |
| 18 novembre 1984                              | Fukuoka         | Giappone | Fukuoka Sun-Palace Hall              |                                                           |
| 20 novembre 1984                              | Osaka           | Giappone | Osaka-shi                            |                                                           |
| 21 novembre 1984                              | Tokyo           | Giappone | Budokan Hall                         |                                                           |
| 24 novembre 1984                              | Honolulu        | USA      | Honolulu NBC Arena                   |                                                           |
| 25 novembre 1984                              | Honolulu        | USA      | Honolulu NBC Arena                   |                                                           |

## Documentazione
Riguardo al Grace Under Pressure Tour sono reperibili le seguenti testimonianze audiovisive, audio e cartacee:
- Grace Under Pressure Tour, video concerto del 1985.
- Grace Under Pressure Tour, album live del 2006 disponibile solo all'interno del cofanetto Rush Replay X 3 e dal 2009 come CD singolo, che ripropone in formato audio il sonoro del video concerto del 1985.
- Grace Under Pressure Tourbook.